# Payload Assist Module
Payload Assist Module (PAM) – modułowy człon rakietowy zasilany paliwem stałym, wykorzystywany przez amerykańskie promy kosmiczne (pierwotnie zaprojektowany dla nich), a także rakiety Delta i Titan. Wykorzystywany do umieszczenia ładunku z niskiej orbity okołoziemskiej na orbitę geostacjonarną lub trajektorię ucieczkową. Montowany był na obrotowej podstawie, a po wyczerpaniu paliwa zwalniał obroty za pomocą odważników na linkach.

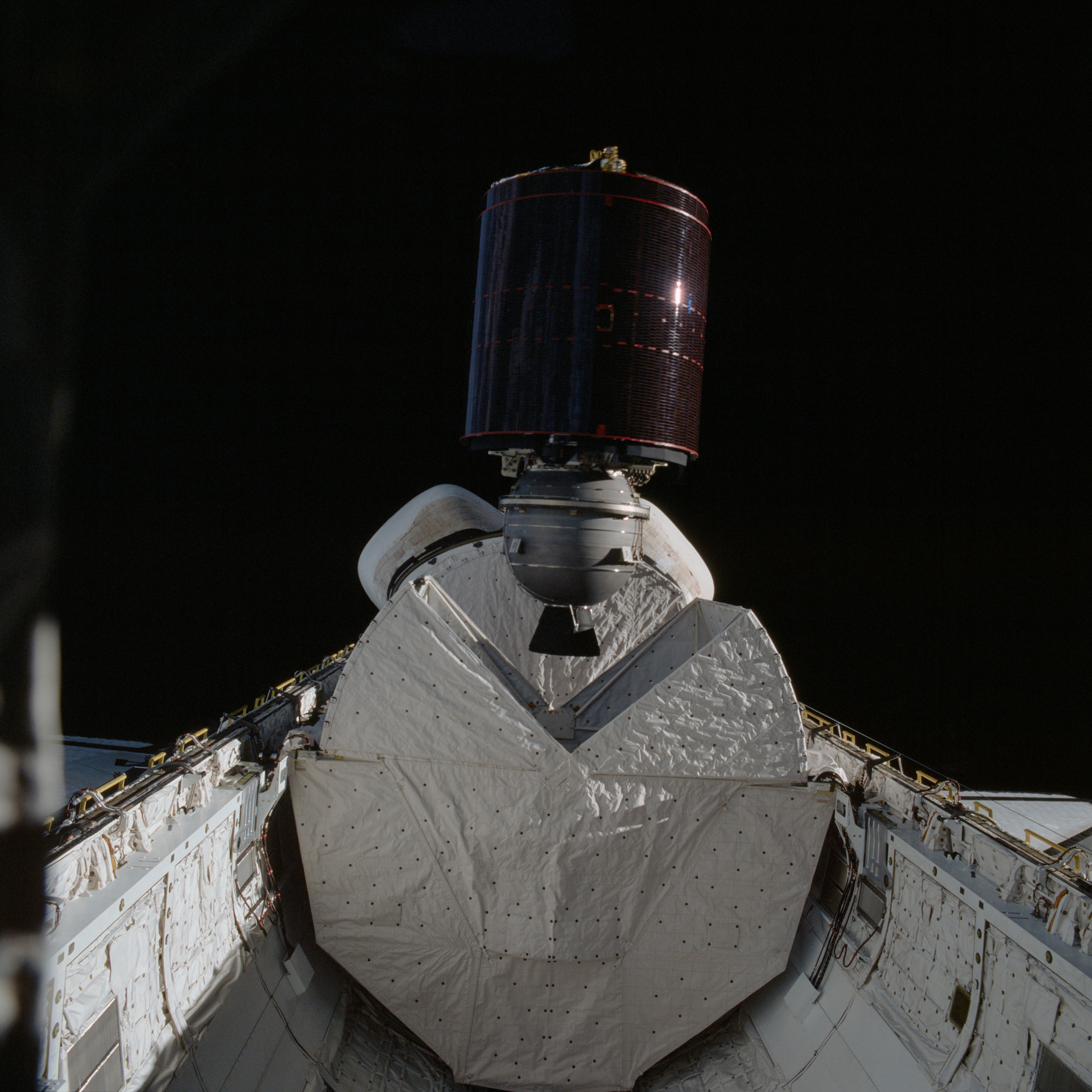
Człon PAM-D z satelitą SBS-3 wypuszczony z ładowni promu

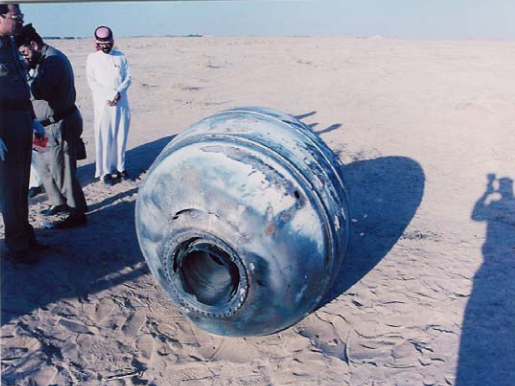
PAM-D badany przez saudyjskich ekspertów po upadku

## Wersje modułu
- PAM-A : wersja dla rakiet Atlas, nigdy nie zbudowana.
- PAM-D : wersja dla rakiet Delta, wykorzystuje silnik Star-48B[2]
- PAM-D2 : wersja dla rakiet Delta, wykorzystuje silnik Star-68[3]
- PAM-S : wariant specjalny, wykorzystany w misji sondy Ulysses[4]

## Incydenty
12 stycznia 2001 człon PAM-D użyty do wyniesienia satelity GPS w 1993, zszedł z orbity i upadł na pustynnym terenie Arabii Saudyjskiej, gdzie został poprawnie zidentyfikowany.